# Dali (divinità)
Dali (in georgiano დალი), nota anche come Daal o Dæl, è la dea georgiana della caccia, nonché protettrice degli animali di montagna, come stambecchi o cervi.